# My Head & My Heart
«My Head & My Heart» —en español: «Mi cabeza y mi corazón»— es una canción de la cantante estadounidense Ava Max, lanzada el 19 de noviembre de 2020 a través de Atlantic Records. Fue incluida en la reedición digital del álbum de estudio debut de Max, Heaven & Hell (2020). El himno de baile y pop fue escrita por Max, Madison Love, Aleksey Potekhin, Sergey Zhukov, Tia Scola, Earwulf y Cirkut, con la producción a cargo de los dos últimos y Jonas Blue. Además, la canción interpola «Around the World (La La La La La)» del grupo musical ATC, que es una versión de la composición de 1998 «Pesenka» de Ruki Vverh!.
«My Head & My Heart» recibió críticas generalmente favorables de los críticos musicales, quienes elogiaron la producción. La canción alcanzó el puesto número 45 en la lista musical estadounidense Billboard Hot 100 y el número 18 en el Reino Unido. Tiene certificación de platino en tres países y certificación de oro en cuatro países. Un videoclip acompañante fue dirigido por Charm La'Donna y Emil Nava y muestra a Max y un grupo de bailarines interpretando una coreografía dentro de una discoteca. Max interpretó la canción en varios eventos televisados.

## Antecedentes y desarrollo
Durante la pandemia de COVID-19, Max quería crear una canción que permitiera a las personas bailar mientras estaban en casa. El desarrollo de «My Head & My Heart» ocurrió de septiembre a noviembre de 2020, y ella tenía la intención de lanzar la canción en el «momento adecuado». Anunció la fecha de lanzamiento de la canción, al igual que la portada, el 17 de noviembre de 2020 a través de sus redes sociales. Es el primer sencillo lanzado exclusivamente de la reedición digital del álbum de estudio debut de Max, Heaven & Hell (2020). Fue escrita por Max, Aleksey Potekhin, Madison Love, Sergey Zhukov, Tia Scola y los productores Cirkut e Earwulf. Jonas Blue también participó en la producción de la canción.

## Composición
Musicalmente, «My Head & My Heart» es un himno pop y de baile, que contiene un ritmo de capas pesadas con un sonido electrónico. Según la partitura de la canción que se publicó en Musicnotes.com, se establece con un tempo de 120 pulsaciones por minuto, mientras se compone en tono de la menor. «My Head & My Heart» interpola la canción de Eurovision de 2000 de ATC «Around the World (La La La La La)», que a su vez es una versión de la canción de 1998 «Pesenka» de Ruki Vverh!. En consecuencia, los compositores de «Pesenka» son acreditados como coescritores de «My Head & My Heart».
Líricamente, la canción describe una confrontación entre Max y su exnovio que Max no puede sacar de su cabeza. Además, «le pide a un viejo amor que repare su corazón roto». El contraste de «cabeza» y «corazón» es referido como otra forma de dualidad, reforzando el concepto del título del álbum de Max Heaven & Hell.

## Recepción crítica
Escribiendo para Billboard, Gab Ginsberg y Jason Lipshutz elogiaron «My Head & My Heart» como un «banger de baile brillante y sudoroso», reconociendo que le permitió a la próxima generación escuchar «Around The World (La La La La La)». Carolyn Droke en Uproxx elogió la canción, llamándola «una oda contundente a la libertad» y un «golpe electrónico» con «un ritmo exuberante y con muchas capas». Mike Wass de Idolator lo describió como un «banger irresistible» con un «coro pegadizo», y concluyó que la pista sería «un triplete» para la cantante. Al escribir para HuffPost, Curtis M. Wong señaló que la canción es una «exuberante oda al conflicto romántico».

## Video musical

### Antecedentes y producción
En noviembre de 2020, un video lírico de «My Head & My Heart» fue lanzado. Un video para la versión acústica de «My Head & My Heart» fue lanzado el 11 de febrero de 2021. Se ve a Max actuando con tres músicas de cuerda dentro de una habitación cubierta de luz roja. Su cabello rubio habitual es de color negro, aunque todavía tiene la forma del «Max Cut». Andrea Dresdale de ABC News Radio señaló que la imagen era un «lindo guiño» a la letra de la canción, «Me imagino todo lo perfecto que vivimos/ hasta que corté las cuerdas de tu pequeño violín». El 19 de febrero de 2021 se lanzó un video que presenta a la drag queen británica Bimini Bon Boulash de RuPaul's Drag Race UK sincronizando los labios en el superclub Heaven. El video animó a los espectadores a apoyar a la organización benéfica Mermaids.
Durante el desarrollo del videoclip oficial de «My Head & My Heart», Max mencionó que el video sería el «más sexy» que ha hecho y que tendría «mucho baile», recalcando que es «diferente a todo lo que [ha] hecho». Además, en una entrevista con Hot 107.9, Max mencionó que el video «se desarrolla en la noche» y que ella tiene «un interés amoroso en él». El video fue filmado bajo las restrictivas pautas de COVID-19, ya que los miembros en el set fueron sometidos a pruebas de COVID-19 varias veces y usaron mascarillas entre escenas.
El 23 de febrero de 2021, Max anunció en sus redes sociales que el videoclip se lanzaría el 25 de febrero de 2021. El videoclip fue codirigido por Cham La’Donna y Emil Nava. Max reconoció que contrastaba con sus videos anteriores al afirmar que era tanto «vulnerable» como «inspirado en la danza», e imaginó el concepto del video musical mientras escribía la canción.

### Sinopsis
El video empieza con Max y sus amigas caminando en la calle en la noche. Durante la mayor parte del video, Max usa un atuendo negro que incluye una ombliguera, una gargantilla, pantalones Dior y un par de Skechers. Max aparece en una discoteca con poca luz donde se divierte con sus amigos y coquetea y hace un baile atrevido con un hombre. A lo largo del video, se puede ver a Max cantando y bailando frente a la cámara bajo luces rojas y azules. Max realiza una coreografía junto a un grupo de bailarinas en una pista de baile iluminada por luces rojas. Después del puente de la canción, se ve a Max con un atuendo rojo realizando otra coreografía grupal completa en una pista de baile más grande.

## Presentaciones en vivo
Max apareció en Jimmy Kimmel Live! para interpretar «My Head & My Heart» el 25 de febrero de 2021, que coincidió con el lanzamiento del videoclip. Durante la presentación, navegó a través de una gran jaula mientras las bailarinas la rodeaban. Max también interpretó la canción en el episodio del 29 de marzo de 2021 del programa de televisión matutino estadounidense Good Morning America, y en el episodio del 6 de mayo de 2021 de The Kelly Clarkson Show. Durante la fiesta de apertura del concierto Attitude Pride at Home el 23 de junio de 2021, Max interpretó versiones acústicas de la canción de 2020 «Kings & Queens» y de «My Head & My Heart».

## Créditos y personal
Créditos adaptados de Tidal.
- Amanda Ava Koci – voz, composición
- Henry Walter – composición, producción, ingeniería, instrumentos, programación, producción de voz
- Madison Love – composición
- Aleksej Evgenevich Potekhin – composición
- Serge Zhukov – composición
- Thomas Errikson – composición
- Tia Scola – composición
- Earwulf – producción
- Jonas Blue – producción
- John Hanes – ingeniería, ingeniería de mezcla
- Chris Gehringer – masterización
- Serban Ghenea – mezcla

## Posicionamiento en listas
| Listas (2020–2021)                                | Mejor posición |
| ------------------------------------------------- | -------------- |
| Alemania (Official German Charts)                 | 22             |
| Australia (ARIA)                                  | 21             |
| Austria (Ö3 Austria Top 40)                       | 26             |
| Bélgica (Ultratop 50 Flandes)                     | 23             |
| Bélgica (Ultratop 50 Valonia)                     | 9              |
| Bulgaria (PROPHON)                                | 2              |
| Canadá (Billboard Canadian Hot 100)               | 21             |
| Canadá (Billboard Canada AC)                      | 33             |
| Canadá (Billboard Canada CHR/Top 40)              | 5              |
| Canadá (Billboard Canada Hot AC)                  | 13             |
| CEI (Tophit)                                      | 4              |
| Croacia (HRT)                                     | 1              |
| Eslovaquia (Rádio Top 100)                        | 5              |
| Eslovaquia (Singles Digitál Top 100)              | 46             |
| Eslovenia (SloTop50)                              | 4              |
| España (Top 50 Radios)                            | 15             |
| Estados Unidos (Billboard Hot 100)                | 45             |
| Estados Unidos (Billboard Adult Top 40)           | 12             |
| Estados Unidos (Billboard Dance/Mix Show Airplay) | 15             |
| Estados Unidos (Billboard Mainstream Top 40)      | 13             |
| Europa (Billboard Euro Digital Song Sales)        | 12             |
| Francia (SNEP)                                    | 72             |
| Finlandia (Suomen virallinen radiosoittolista)    | 3              |
| Grecia (IFPI)                                     | 51             |
| Hungría (Dance Top 40)                            | 2              |
| Hungría (Rádiós Top 40)                           | 1              |
| Hungría (Single Top 40)                           | 13             |
| Hungría (Stream Top 40)                           | 23             |
| Irlanda (IRMA)                                    | 17             |
| Italia (FIMI)                                     | 54             |
| Lituania (AGATA)                                  | 36             |
| México (Billboard Mexico Airplay)                 | 6              |
| Mundo (Billboard Global 200)                      | 32             |
| Nueva Zelanda (RMNZ Hot Singles)                  | 28             |
| Países Bajos (Dutch Top 40)                       | 20             |
| Países Bajos (Single Top 100)                     | 31             |
| Polonia (Polish Airplay Top 100)                  | 5              |
| Portugal (AFP)                                    | 139            |
| Reino Unido (OCC)                                 | 18             |
| República Checa (Rádio – Top 100)                 | 25             |
| República Checa (Singles Digitál Top 100)         | 52             |
| Rumania (Airplay 100)                             | 40             |
| Rusia (Tophit)                                    | 2              |
| Suecia (Sverigetopplistan)                        | 90             |
| Suiza (Schweizer Hitparade)                       | 19             |

| Lista (2020)           | Posición |
| ---------------------- | -------- |
| Hungría (Dance Top 40) | 96       |

| Lista (2021)                            | Posición |
| --------------------------------------- | -------- |
| Alemania (Official German Charts)       | 75       |
| Australia (ARIA)                        | 65       |
| Bélgica (Ultratop 50 Valonia)           | 50       |
| Canadá (Billboard Canadian Hot 100)     | 69       |
| CEI (Tophit)                            | 17       |
| Croacia (ARC Top 100)                   | 2        |
| Estados Unidos (Billboard Adult Top 40) | 44       |
| Hungría (Dance Top 40)                  | 4        |
| Hungría (Rádiós Top 40)                 | 6        |
| Hungría (Stream Top 40)                 | 50       |
| Mundo (Billboard Global 200)            | 159      |
| Polonia (Polish Airplay Top 100)        | 38       |
| Reino Unido (OCC)                       | 53       |
| Rusia (Tophit)                          | 34       |
| Suiza (Schweizer Hitparade)             | 64       |

## Certificaciones
| País           | Organismo certificador | Certificación | Ventas certificadas | Ref     |
| -------------- | ---------------------- | ------------- | ------------------- | ------- |
| Alemania       | BVMI                   | Oro           | 200 000             | [ 97 ]  |
| Australia      | ARIA                   | Platino       | 70 000              | [ 98 ]  |
| Austria        | IFPI Austria           | Platino       | 30 000              | [ 99 ]  |
| Brasil         | Pro-Música Brasil      | 2× Platino    | 80 000              | [ 100 ] |
| Canadá         | Music Canada           | 2× Platino    | 160 000             | [ 101 ] |
| Dinamarca      | IFPI Dinamarca         | Oro           | 45 000              | [ 102 ] |
| Estados Unidos | RIAA                   | Platino       | 1 000 000           | [ 103 ] |
| Francia        | SNEP                   | Oro           | 100 000             | [ 104 ] |
| Italia         | FIMI                   | Platino       | 70 000              | [ 105 ] |
| Noruega        | IFPI Noruega           | Oro           | 30 000              | [ 106 ] |
| Polonia        | ZPAV                   | Platino       | 50 000              | [ 107 ] |
| Portugal       | AFP                    | Oro           | 5 000               | [ 108 ] |
| Reino Unido    | BPI                    | Platino       | 600 000             | [ 109 ] |

## Historial de lanzamiento
| Región         | Fecha                   | Formato(s)                  | Versión                | Discográfica       | Ref.    |
| -------------- | ----------------------- | --------------------------- | ---------------------- | ------------------ | ------- |
| Varios         | 19 de noviembre de 2020 | Descarga digital, streaming | Original               | Atlantic Records   | [ 110 ] |
| Italia         | 1 de diciembre de 2020  | Airplay                     | Original               | Warner Music Group | [ 111 ] |
| Varios         | 10 de diciembre de 2020 | Descarga digital, streaming | Remezcla de Jonas Blue | Atlantic Records   | [ 112 ] |
| Estados Unidos | 26 de enero de 2021     | Contemporary hit radio      | Original               | Atlantic Records   | [ 113 ] |
| Varios         | 28 de enero de 2021     | Descarga digital, streaming | Remezcla de Kastra     | Atlantic Records   | [ 114 ] |
| Varios         | 11 de febrero de 2021   | Descarga digital, streaming | Acústica               | Atlantic Records   | [ 115 ] |
| Varios         | 4 de marzo de 2021      | Descarga digital, streaming | Remezcla de Claptone   | Atlantic Records   | [ 116 ] |